# Matvey Skobelev
Pour les articles homonymes, voir Skobelev.
Matvey Skobelev (en russe : Матве́й Ива́нович Ско́белев) - (9 novembre 1885 - 29 juillet 1938) est un révolutionnaire marxiste et homme politique russe.

## Biographie

### Le disciple de Trotsky à Vienne (1908-1912)
Skobelev est né dans la famille d’un riche pétrolier de Bakou et industriel de confession moloque. Il adhère au Parti ouvrier social-démocrate russe en 1903. Après la révolution russe de 1905, il part à l’étranger pour étudier dans une école polytechnique de Vienne. Pendant son séjour, il devient un ami et un partisan de Léon Trotsky, dont il aide à éditer la Pravda bihebdomadaire de 1908 à 1912. Skobelev et un autre rédacteur en chef, Adolf Joffé, tous deux descendants de familles riches, ont également aidé Trotsky à financer le journal.

### Député de la Douma (1912–1917)
À l’été 1912, Skobelev retourna dans son Caucase natal et fut élu à la 4e Douma (1912-1917) chez les sociaux-démocrates. Il subit bientôt l’influence du chef de la partie menchevik de la faction social-démocrate à la Douma, Nicolas Tcheidze, et le soutint contre les dirigeants émigrés bolcheviks (Vladimir Lénine, Grigori Zinoviev et Lev Kamenev) qui, en 1912-1913, essayaient d’amener leurs représentants en Russie à se détacher de la majorité alors menchevique et à former une faction séparée à la Douma. Après la scission finale au milieu de l’année 1913, Skobelev et Tchkhéidzé se rendirent à Londres pour la réunion du 1er décembre 1913 du Bureau socialiste international afin de faire pression sur les députés bolcheviks pour préserver l’unité socialiste, ce qui finit par échouer. Au début de la Première Guerre mondiale en 1914, Skobelev et Tchkhéidzé soutiennent provisoirement l’effort de guerre tout en restant critiques à l’égard de la politique du gouvernement tsariste. Skobelev, comme Chkheidze, était un membre actif de la loge maçonnique irrégulière, le Grand Orient des peuples de Russie.

### Leader révolutionnaire (1917)
Pendant la Révolution de Février, Skobelev et d’autres députés de la Douma menchevique devinrent les dirigeants du Soviet de Petrograd lors de sa formation le 27 février, Skobelev servant d’abord en tant que président. Le 7 mars, Skobelev devint l’un des cinq membres initiaux du Comité de contact du Soviet de Petrograd, qui coordonnait les décisions politiques avec le gouvernement provisoire russe nouvellement formé. Le 12 mars, il est élu vice-président du comité exécutif du Soviet de Petrograd avec Tchkhéidzé comme président. Lorsque les mencheviks acceptèrent de rejoindre le gouvernement provisoire le 5 mai, Skobelev devint ministre du Travail du nouveau gouvernement. Les 23 et 24 mai, Skobelev et Irakli Tsereteli parvinrent à un compromis avec les marins rebelles de Cronstadt qui, dirigés par les bolcheviks Irakli Tsereteli et Semion Roshal, avaient formé une République autoproclamée. Le compromis permet d’éviter une épreuve de force avec le gouvernement provisoire.
Il est également élu vice-président du Comité exécutif soviétique de Russie lors du premier congrès soviétique en juin 1917. Après avoir démissionné de son poste de ministre du Travail en septembre 1917, Skobelev est nommé du 3 au 5 octobre représentant du Comité exécutif soviétique panrusse (« nakaz ») à la prochaine conférence des puissances alliées à Paris, un poste rendu caduc par la prise du pouvoir par les bolcheviks lors de la révolution d’Octobre 19171.

### Après la Révolution (1918-1938)
Opposé au régime bolchevique, Skobelev s’installe dans sa ville natale de Bakou, en Azerbaïdjan alors indépendant, vers 1919. Après la victoire bolchevique dans la guerre civile russe et la réannexion de l’Azerbaïdjan en 1920, il s’enfuit à Paris. Une fois que le gouvernement bolchevique a institué la politique de libéralisation partielle de la NEP, Skobelev s’est réconcilié avec le nouveau régime et a finalement rejoint le Parti communiste russe en 1922 (malgré les objections de Trotsky [7]). À la fin de l’année 1922, il s’emploie à faciliter les relations commerciales entre la France et la Russie, puis retourne en Russie, où il continue à travailler dans le système de commerce extérieur soviétique jusqu’à son arrestation et son exécution en 1938 lors des Grandes Purges.